# (7169) Linda
(7169) Linda ist ein Asteroid des inneren Hauptgürtels, der am 4. Oktober 1986 vom US-amerikanischen Astronomen Edward L. G. Bowell an der Anderson Mesa Station (IAU-Code 688) des Lowell-Observatoriums im Coconino County in Arizona entdeckt wurde.
Der Asteroid wurde am 5. Oktober 1998 nach der US-amerikanischen Fotografin, Musikerin und Buchautorin Linda McCartney (1941–1998) benannt, die die erste Ehefrau von „Beatle“ Paul McCartney und August 1971 Mitglied der Band Wings, in der sie Keyboard spielte, sang, das Publikum mit Klatschen und Schellenring anfeuerte und bei den ersten drei Alben auch mitkomponierte.
Der Himmelskörper gehört zur Matterania-Familie, einer Gruppe von Asteroiden, die nach (883) Matterania benannt ist.